# Beynac-et-Cazenac
Beynac-et-Cazenac är en kommun i departementet Dordogne i regionen Nouvelle-Aquitaine i sydvästra Frankrike. Kommunen ligger i kantonen Sarlat-la-Canéda som tillhör arrondissementet Sarlat-la-Canéda. År 2022 hade Beynac-et-Cazenac 447 invånare.

## Befolkningsutveckling
Antalet invånare i kommunen Beynac-et-Cazenac
Referens:INSEE